# Мелік-Пашаєв Олександр Шамільович
Олександр Шамільович Мелік-Пашаєв (10 жовтня 1905 — 18 червня 1964) — радянський диригент вірменського походження, народний артист СРСР (1951).

## Життєпис

Олександр Шамільович Мелік-Пашаєв

Народився у Тбілісі. 1930 року закінчив Ленінградську консерваторію по класу симфонічного диригування Олександра Гаука.
У 1923—1931 диригент Тбіліського оперного театру. З 1931 диригент, в 1953—1962 головний диригент Великого театру СРСР. Серед найкращих спектаклів, здійснених Мелік-Пашаевим, — «Руслан і Людмила» М. Глінки, «Пікова дама» й «Черевички» П. Чайковського, «Війна і мир» С. Прокоф'єва. У симфонічних концертах диригував, як правило, монументальними добутками класичної музики. Гастролював за межами СРСР в 1950-і й на початку 1960-х рр. 2-я премія на Всесоюзному конкурсі диригентів (1938).